# Asia Taylor
Asia Taylor (ur. 22 sierpnia 1991 w Columbus) – amerykańska koszykarka występująca na pozycji niskiej skrzydłowej, obecnie zawodniczka Phoenix Mercury.
Z powodu kontuzji biodra opuściła sezon akademicki 2012/2013, kiedy to jej drużyna Louisville Cardinals zdobyła wicemistrzostwo NCAA.

## Osiągnięcia
Stan na 23 sierpnia 2019, na podstawie, o ile nie zaznaczono inaczej.
NCAA
- Uczestniczka rozgrywek:
  - Elite 8 turnieju NCAA (2014)
  - Sweet 16 turnieju NCAA (2011, 2014)
  - turnieju NCAA (2011, 2012, 2014)
- Największy postęp konferencji American Athletic (AAC – 2014)
- Zaliczona do I składu AAC (2014)

Drużynowe
- Mistrzyni Australii (WNBL – 2017)

Indywidualne
(* – nagrody przyznane przez portal eurobasket.com)
- Laureatka nagrody WNBL Top Shooter Award (2019 – dla liderki strzelczyń ligi)
- Zaliczona do:
  - I składu australijskiej ligi NBL (2017–2019)
  - składu honorable mention ligi izraelskiej (2016)*[3]